# Wittichenau
Wittichenau (górnołuż. Kulow, wymowaⓘ; pol. hist. Kulów) – miasto w południowo-wschodnich Niemczech w kraju związkowym Saksonia, w okręgu administracyjnym Drezno, w powiecie Budziszyn. W 2014 r. miasto zamieszkiwane było przez 5 826 osoby.
Miasto znajduje się w oficjalnym obszarze osadniczym Serbołużyczan.

## Geografia
Wittichenau położone jest nad rzeką Czarna Elstera (dopływ Łaby), ok. 5 km na południe od miasta Hoyerswerda. Okolice miasta to obszar płaski, podmokły, zalesiony.
Wittichenau składa się z dwunastu dzielnic: Brieschko, Dubring, Hoske, Keula, Kotten, Maukendorf, Neudorf Klösterlich, Rachlau, Saalau, Sollschwitz, Spohla, Wittichenau.

## Historia

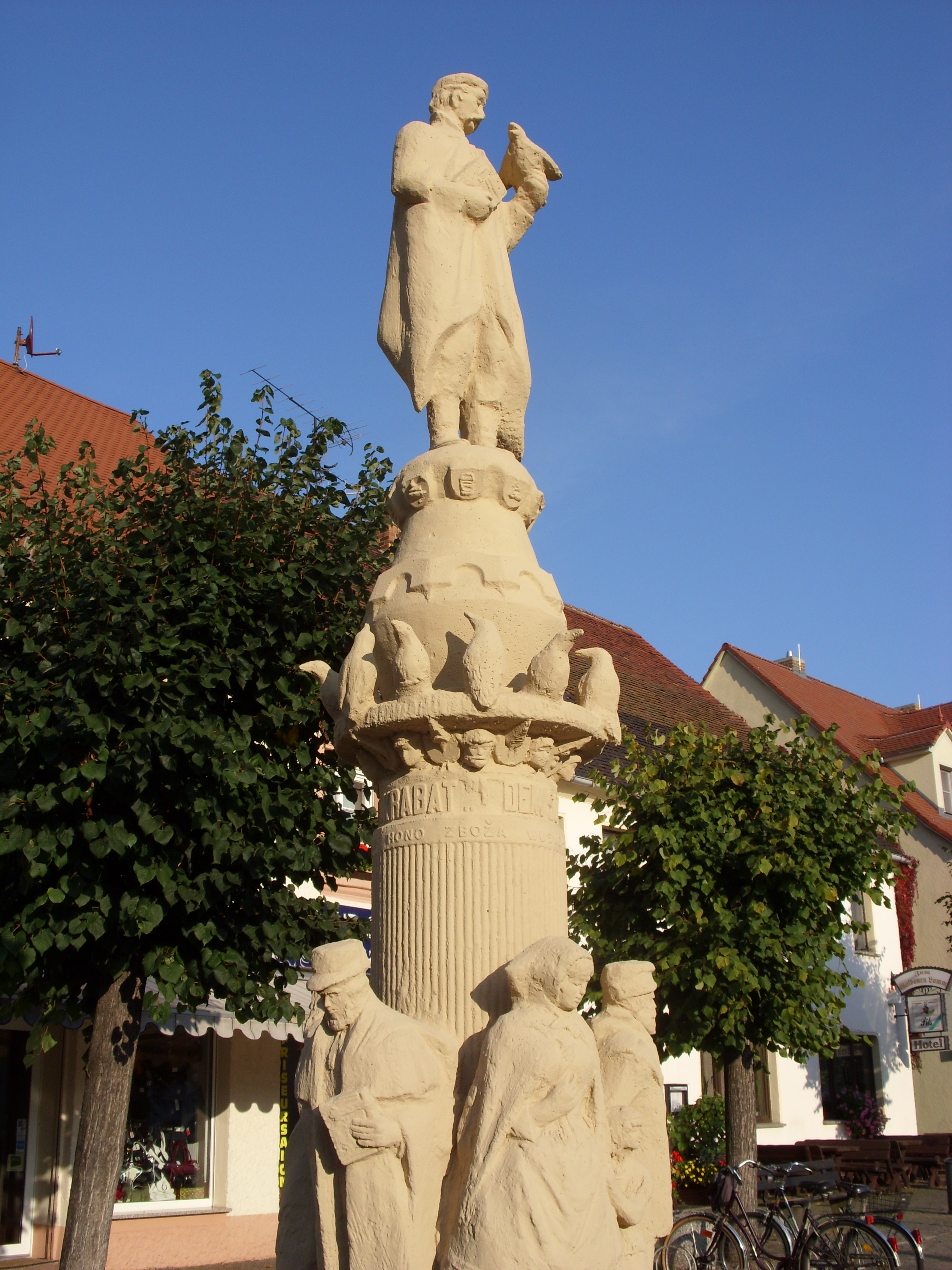
Pomnik na rynku

Pierwsze wzmianki o mieście pojawiają się w dokumentach Klasztoru Marienstern i pochodzą z roku 1248. W roku 1286 Wittichenau zostało pierwszy raz uznane za miasto. W 1635 roku na mocy pokoju praskiego przeszło z rąk czeskich pod panowanie Saksonii. W latach 1654, 1676, 1687 oraz 1690 miasto było niszczone przez pożary. W latach 1697–1706 i 1709–1763 wraz z Saksonią było połączone unią z Polską. Pamiątką po unii jest pocztowy słup dystansowy z herbami Polski i Saksonii, postawiony na rynku za panowania króla Augusta II Mocnego w 1732 roku. W 1806 miasto znalazło się w granicach Królestwa Saksonii, połączonego w latach 1807–1815 unią z Księstwem Warszawskim. Po kongresie wiedeńskim w 1815 zostało częścią Prowincji Śląsk Królestwa Prus. W latach 1919–1938 i 1941–1945 w granicach Prowincji Dolny Śląsk, a w latach 1938-1941 część ponownie scalonej Prowincji Śląsk. W 1945 decyzją Radzieckiej Administracji Wojskowej w Niemczech miasto wraz z położonymi na zachód od Nysy Łużyckiej ziemiami Prowincji Dolny Śląsk zostało włączone do Saksonii (wschodnie ziemie przypadły Polsce). W latach 1949–1990 należało do NRD. Według danych serbołużyckiego statystyka i nauczyciela Arnošta Černika w 1956 roku 32,4% mieszkańców Kulowa posługiwało się językiem górnołużyckim. Według danych z 2011 roku 57,8% mieszkańców miasta stanowili katolicy, a 7,9% luteranie.

## Zabytki
- Kościół katolicki przebudowany w 1440 roku po zniszczeniu przez Husytów
- zabytkowe młyny

## Wydarzenia kulturalne
Do najważniejszych wydarzeń kulturalnych miasta należą odbywające się co roku Kawalkada wielkanocna oraz Karnawał (Wittichenauer Karnevalsverein). Karnawał odbywa się od roku 1706.

## Współpraca
Miejscowości partnerskie:
- Bad Honnef, Nadrenia Północna-Westfalia
- Lubomierz, Polska
- Tanvald, Czechy

## Osoby urodzone w Wittichenau
- Beno Budar (1946–2023) – serbołużycki pisarz
- Mathias Wenzel Jäckel (1655-1738) – serbołużycki rzeźbiarz
- Ulrich Pogoda (ur. 1954) – serbołużycki kompozytor
- Günter Särchen (1927–2004) – katolicki pedagog społeczny, publicysta i działacz na rzecz pojednania polsko-niemieckiego, honorowy obywatel miasta
- Peter Schowtka (1945–2022) – niemiecki polityk
- Xaver Jakub Ticin (1656–1693) – serbołużycki językoznawca

## Galeria

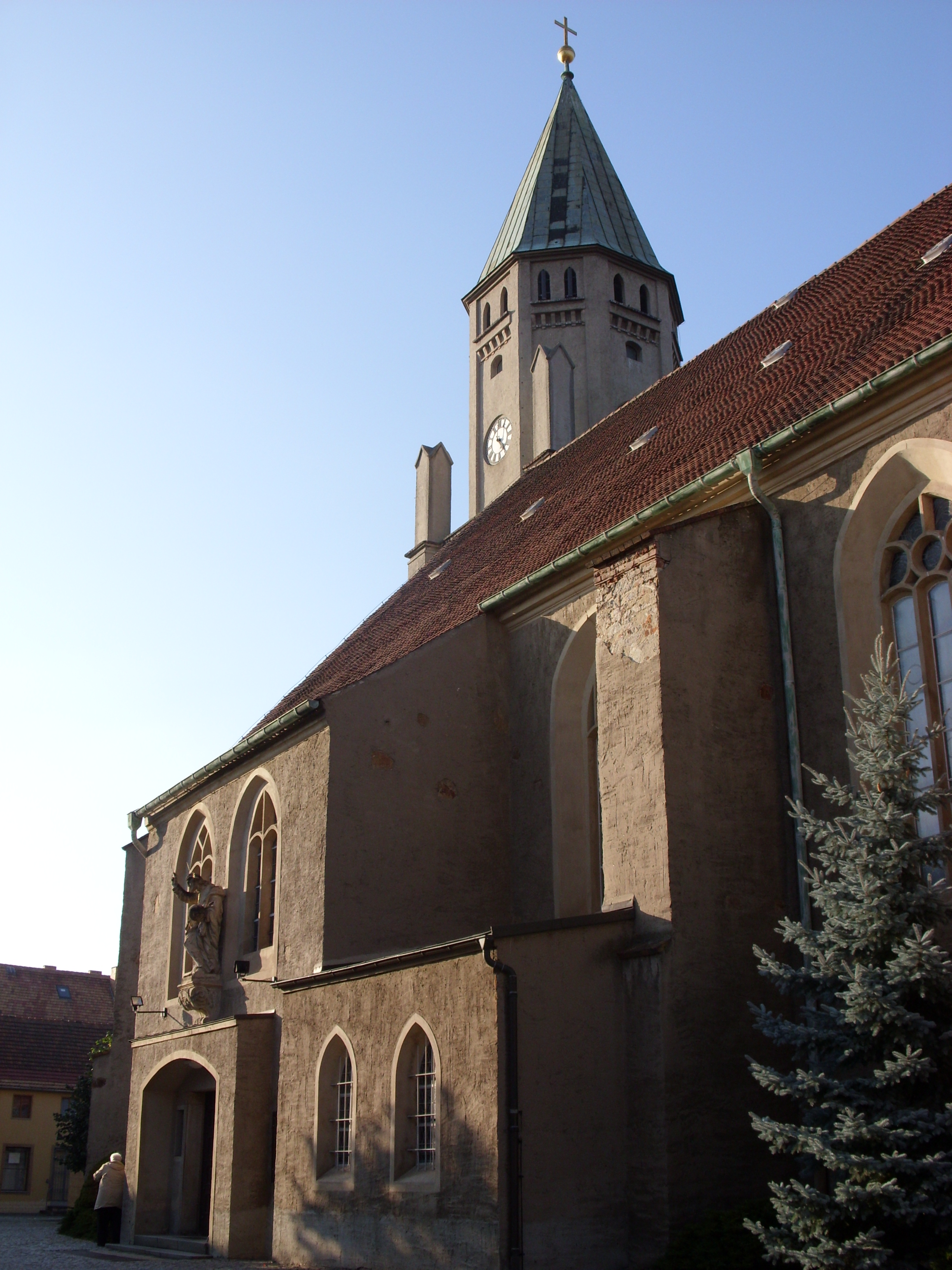
Kościół katolicki
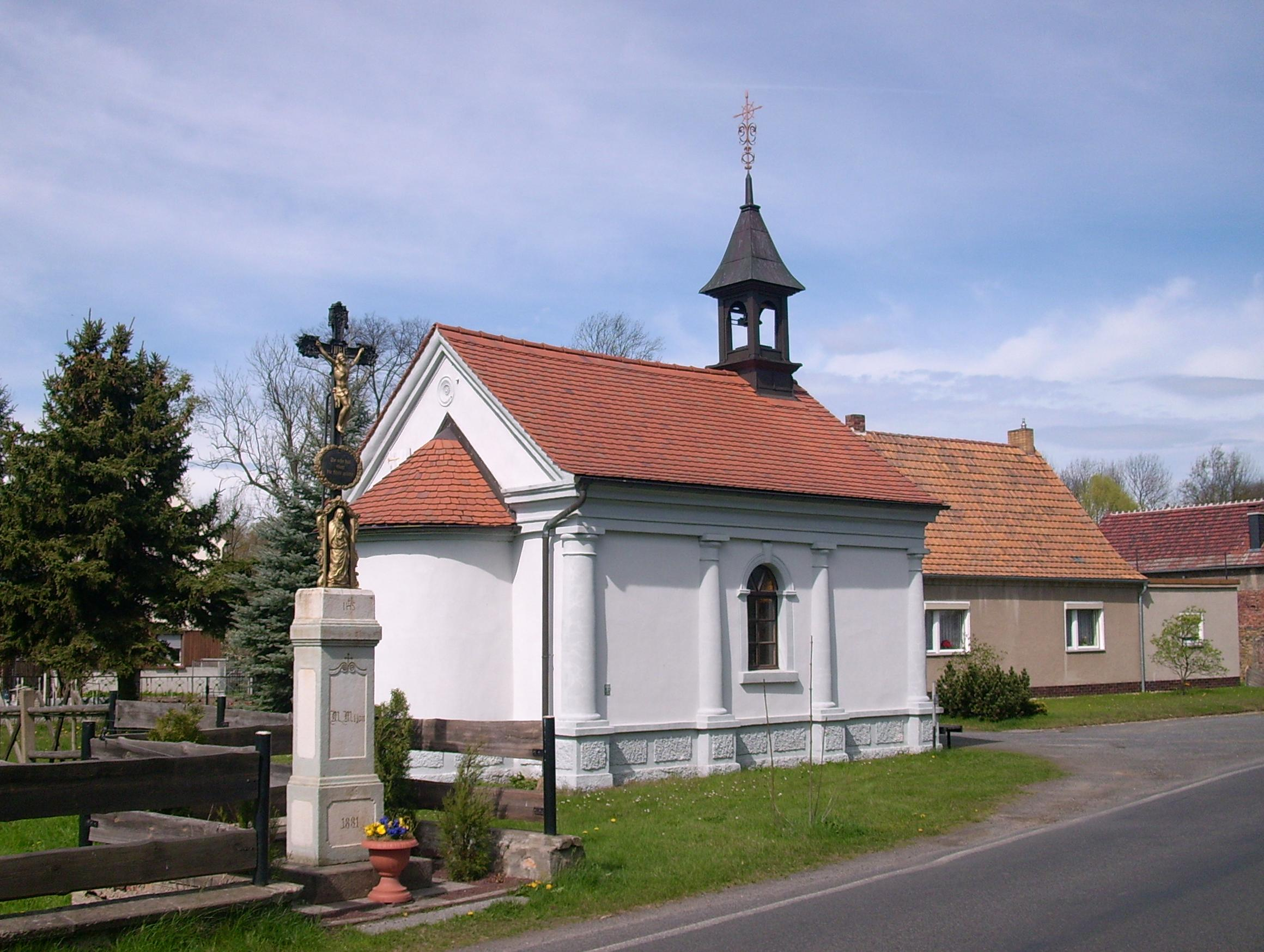
Kaplica w Hoske
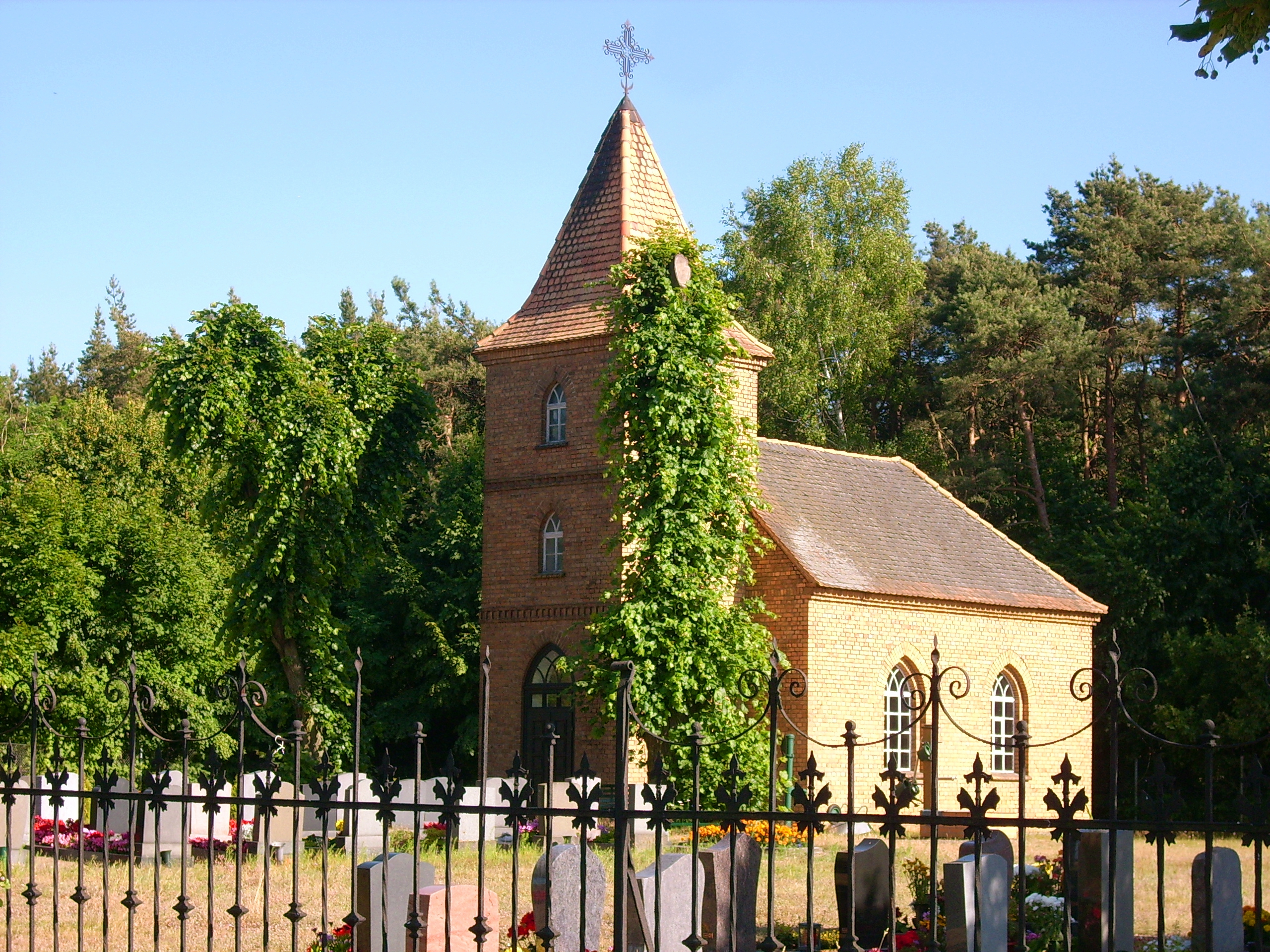
Kaplica cmentarna w Spohla
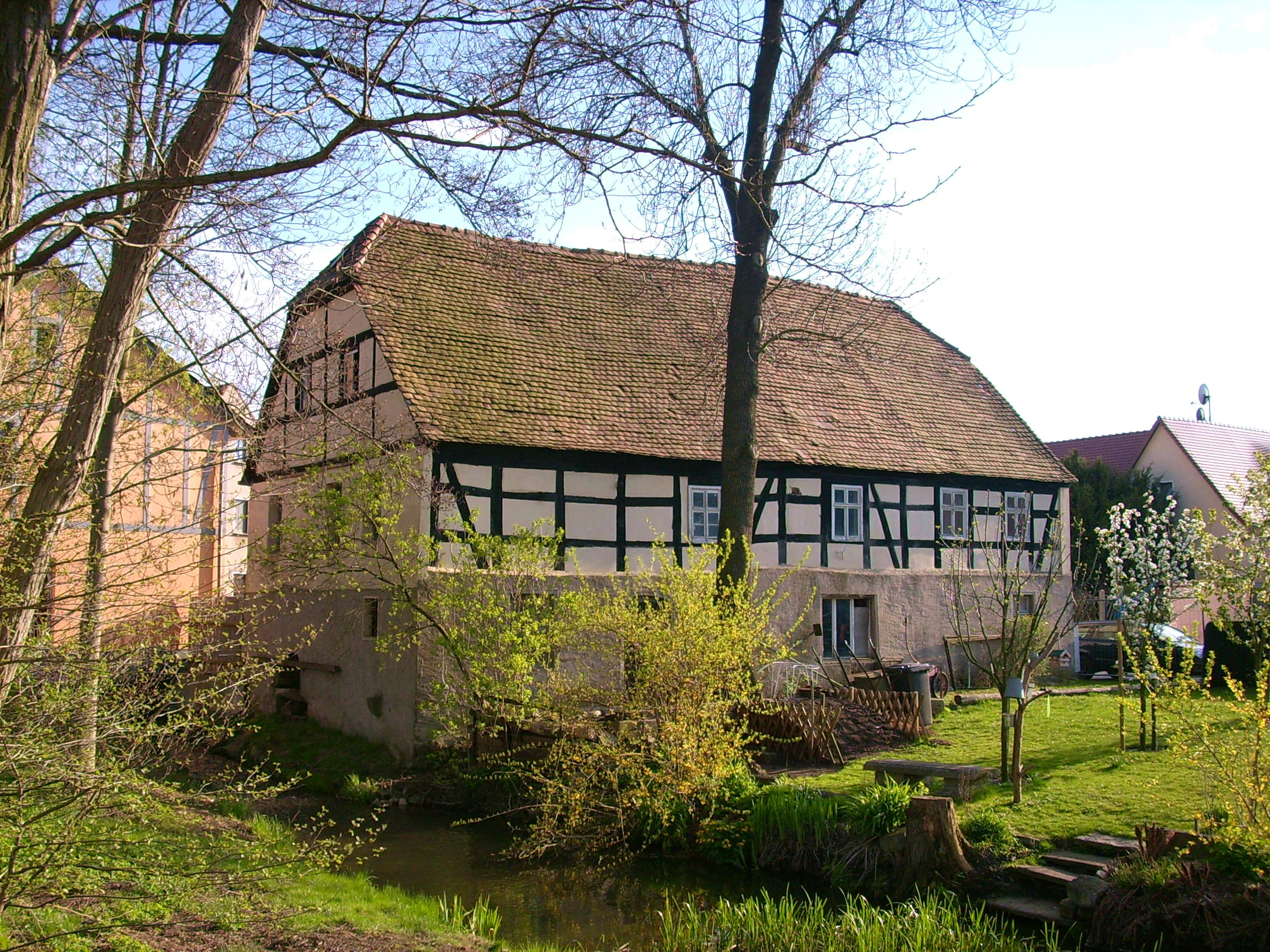
Młyn
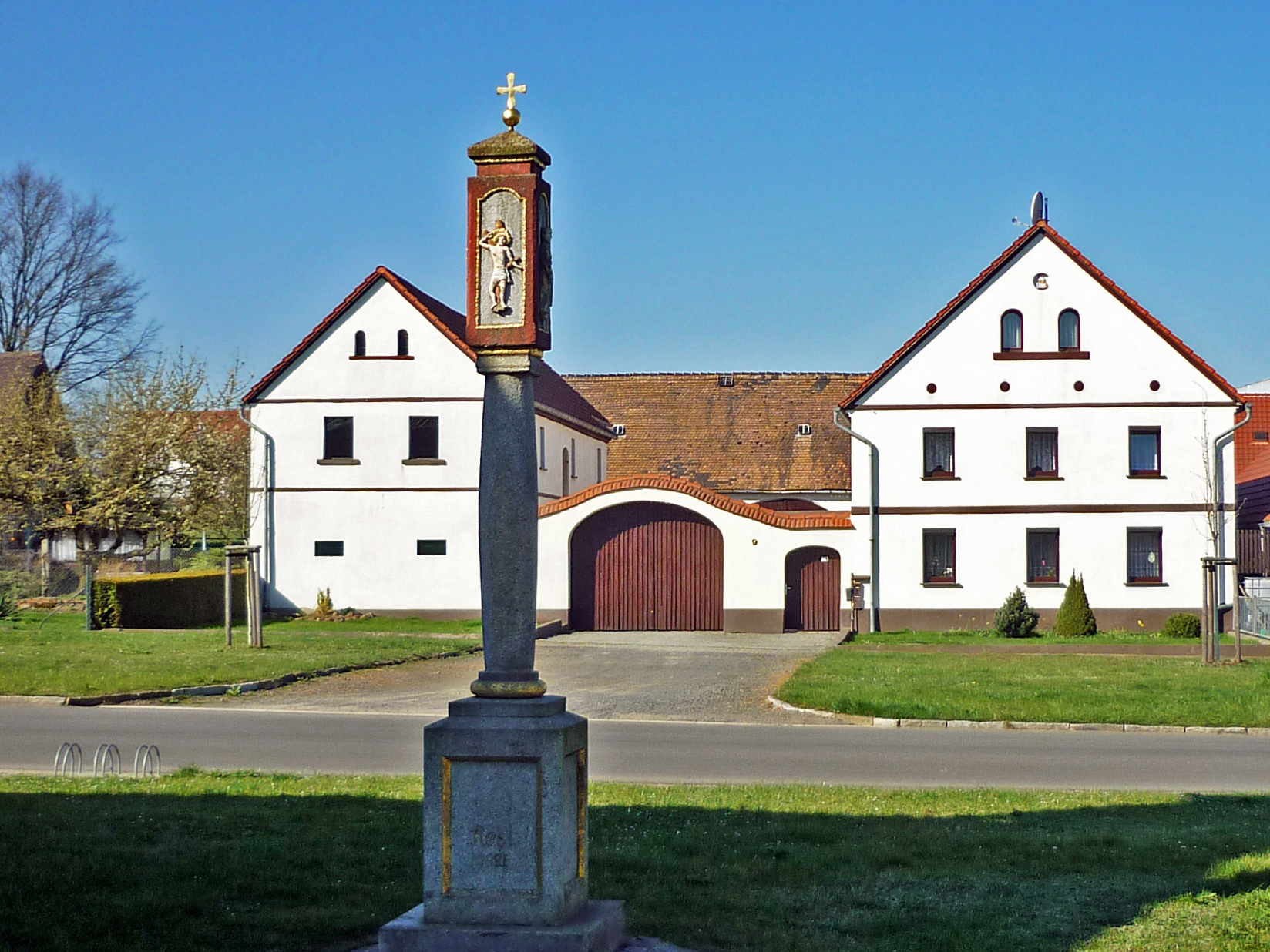
Kapliczka przydrożna w Dubringu
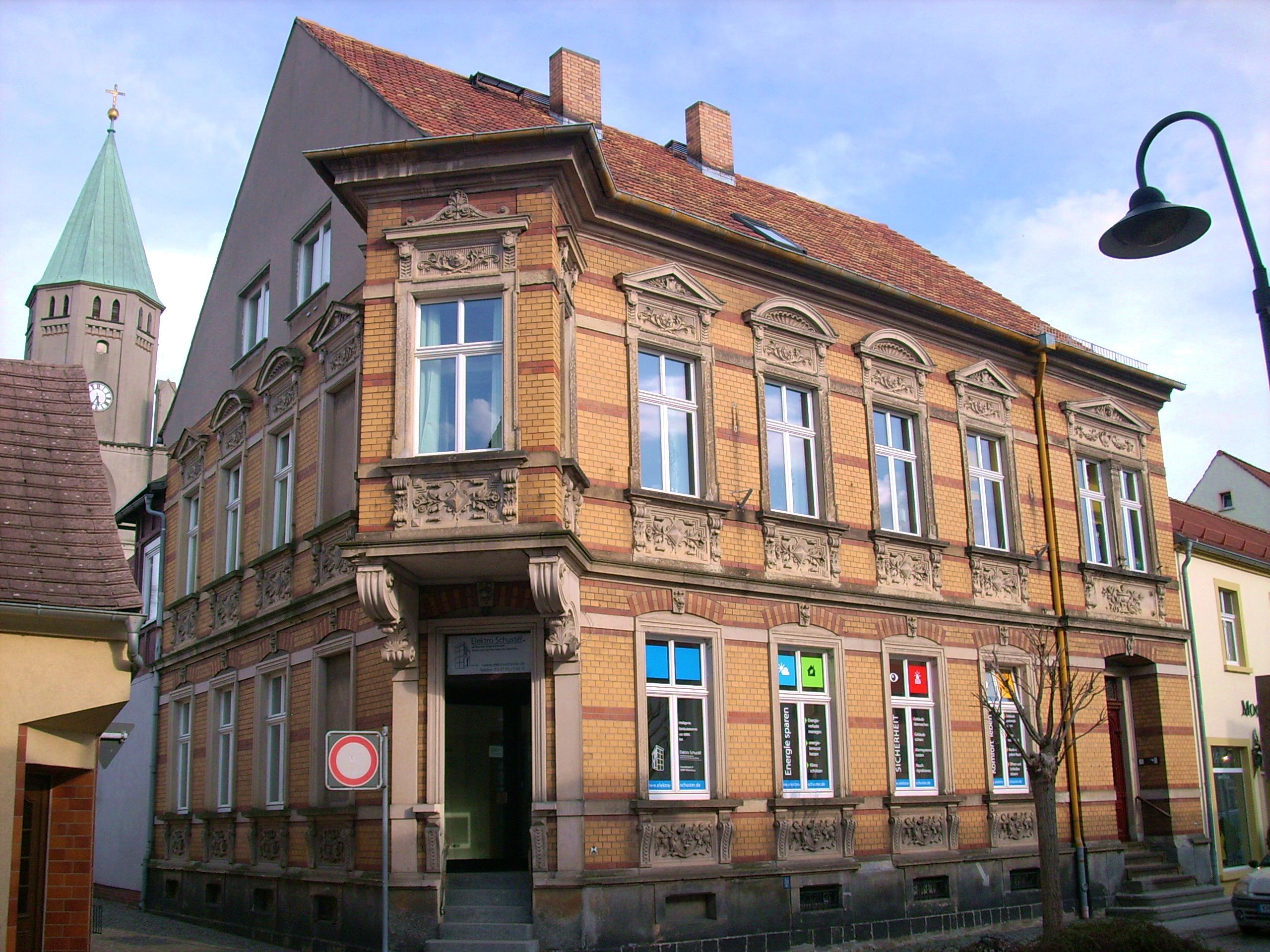
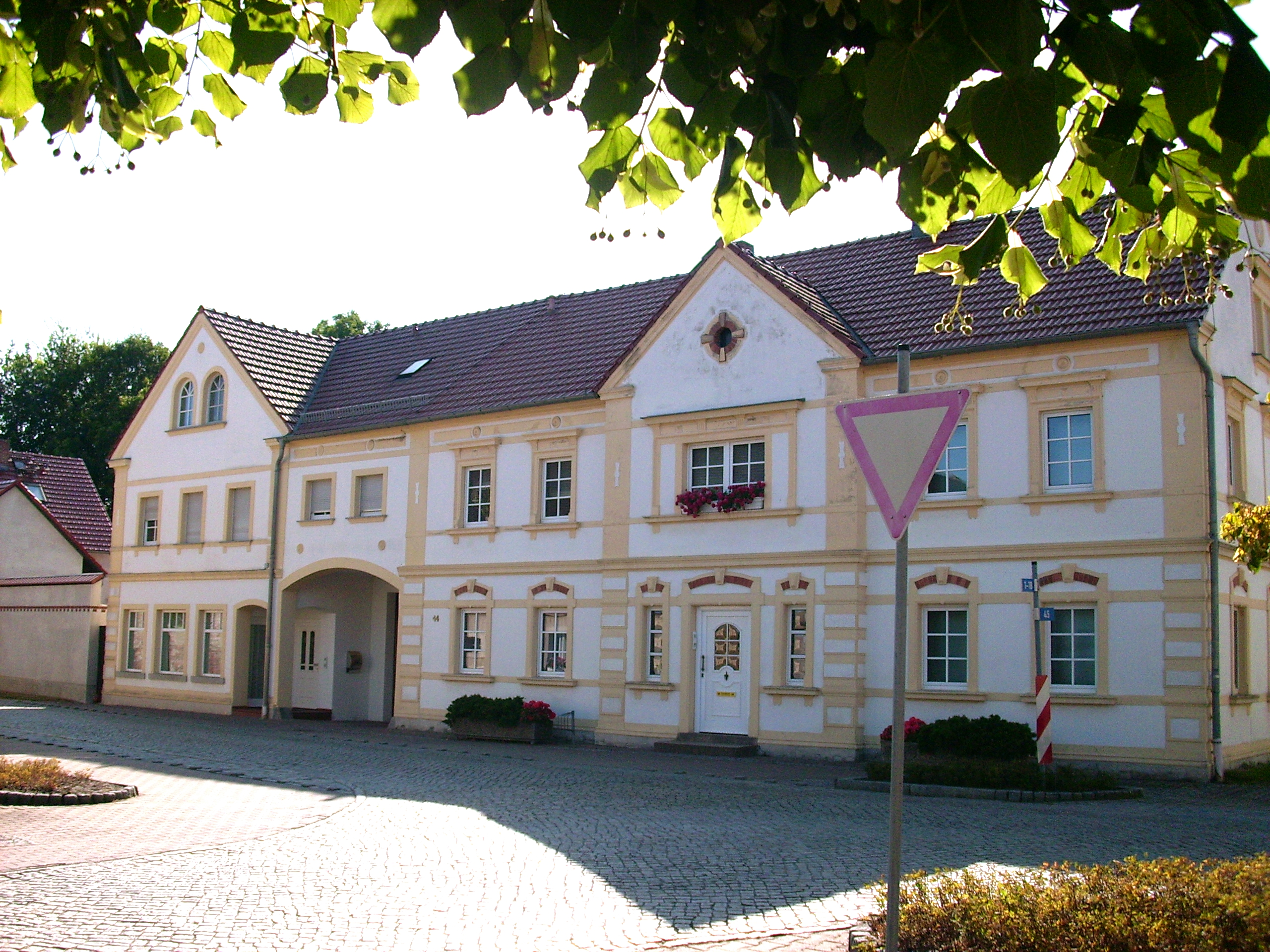
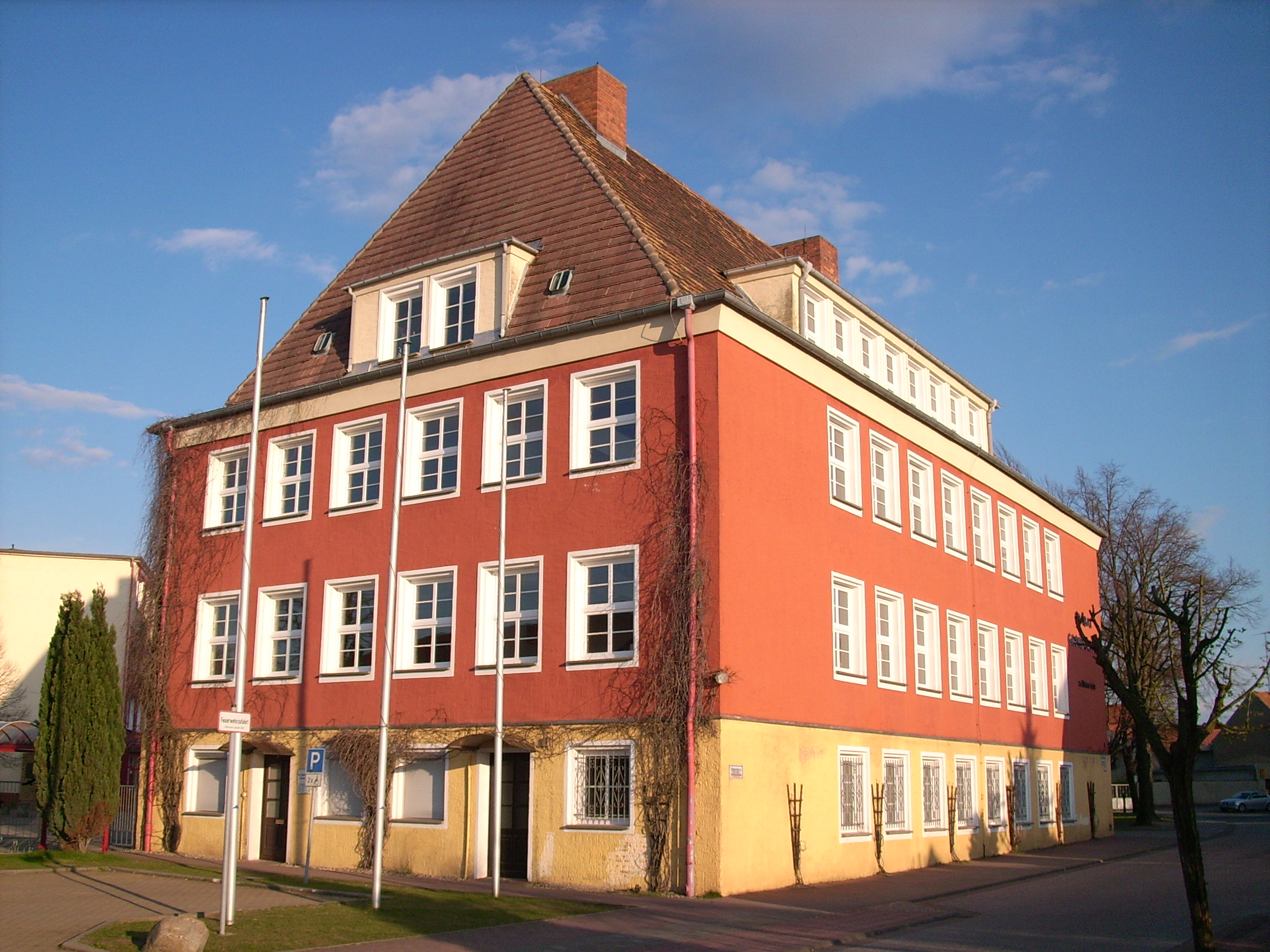
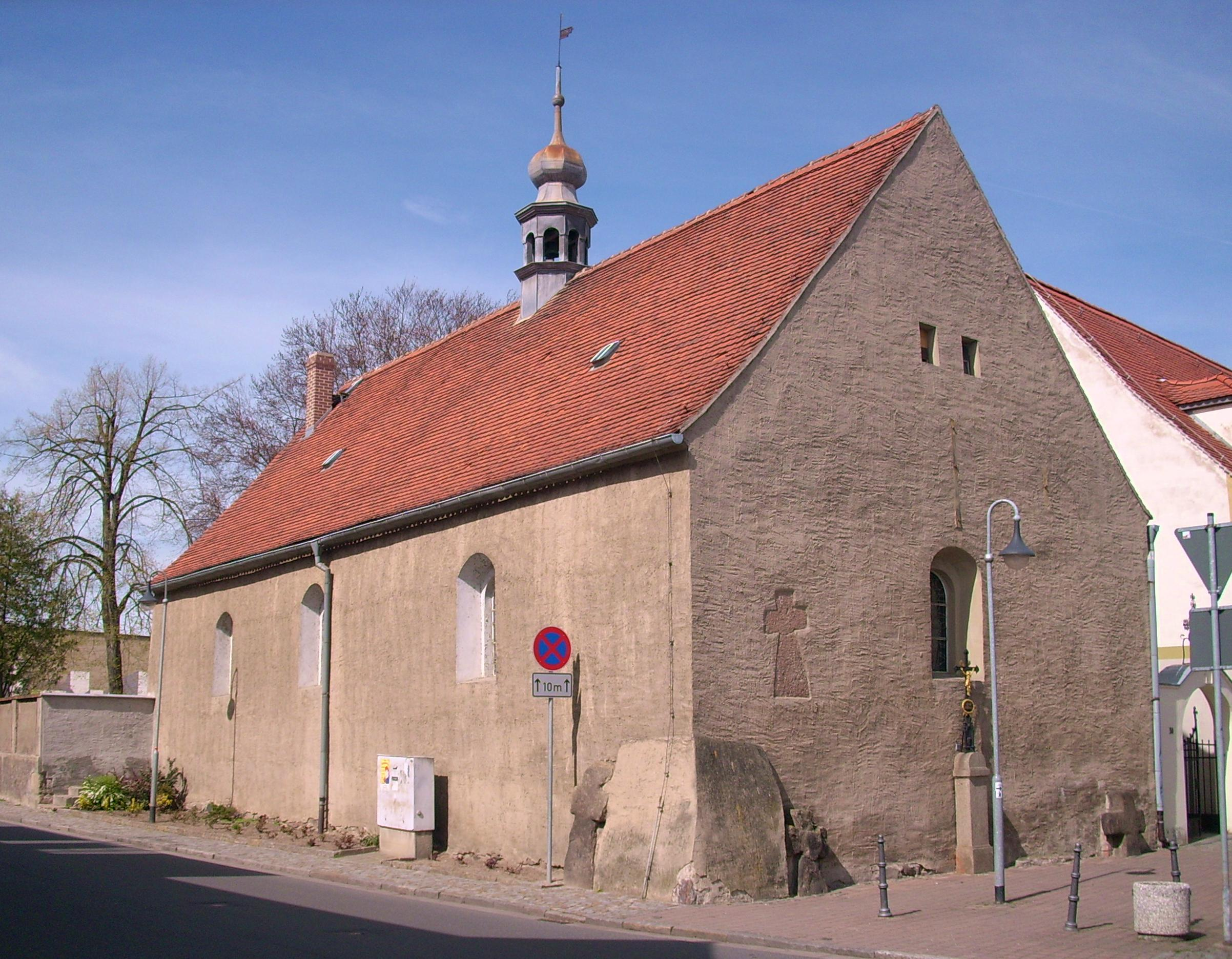
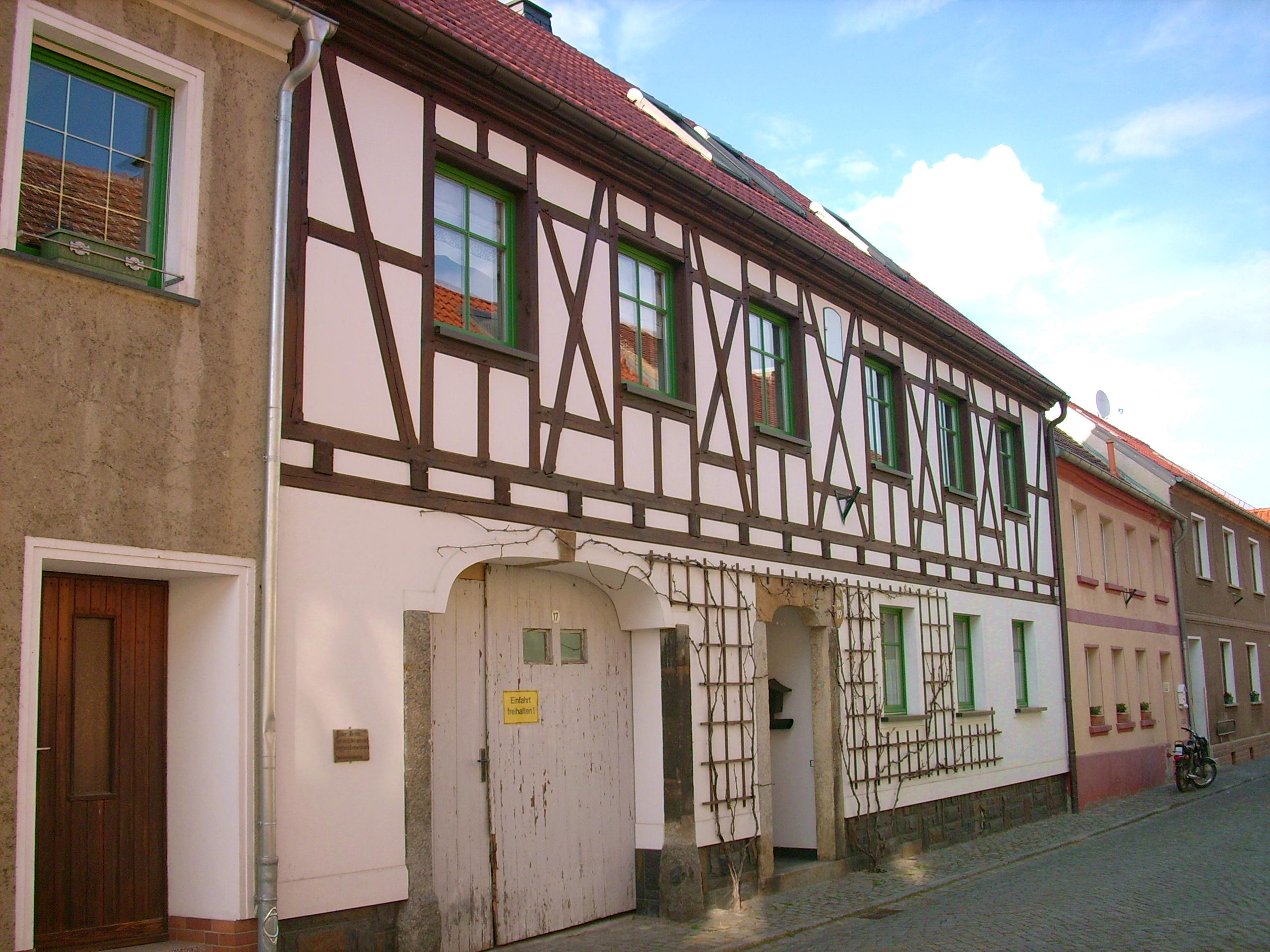